# Déchaînés
Déchaînés est le vingt-huitième album de la série de bande dessinée Les Simpson, sorti le 25 août 2015, par les éditions Jungle. Il contient trois histoires : Heureux les geeks car ils hériteront de la Terre, Itchy & Scratchy dans L'espion qui fondait et Le jour des casse-pieds.